# 青木町 (横浜市)
青木町（あおきちょう）は、神奈川県横浜市神奈川区の町名。丁目のない単独町名である。住居表示未実施区域。

## 地理
神奈川区の中央部に位置し、東と南に栄町、西に金港町と高島台、北に幸ケ谷と接している。

## 歴史

### 町名の由来
町内にある洲崎大神の神木「檍」に由来し、『大庭文書』の宝徳2年の項に「武蔵国青木村」と見える。

### 沿革
- 1889年（明治22年）4月1日 - 町村制の施行により、青木町、神奈川町、芝生村が合併して神奈川町が成立、神奈川町大字青木となる。なお、当時の読みは現在の「あおきちょう」とは異なり「あおきまち」と呼ばれたとされる。
- 1901年（明治34年）4月1日 - 第1次市域拡張に伴い、橘樹郡神奈川町を横浜市に編入。橘樹郡神奈川町大字青木から横浜市青木町に[6]。
- 1904年（明治37年）7月12日 - 一部を宝町へ編入[7]。
- 1905年（明治38年）1月17日 - 一部を大野町へ編入[7]。
- 1927年（昭和2年）10月1日 - 神奈川区の区制施行。横浜市神奈川区青木町となる[8]。
- 1928年（昭和3年）9月1日 - 一部を平沼町へ編入[8]。
- 1929年（昭和4年）12月11日 - 一部の埋立地から編入[8]。
- 1930年（昭和5年）4月5日 - 一部の埋立地から編入[9]。
- 1932年（昭和7年）1月1日 - 青木町全域を青木通（青木町字七軒町、元町、宮ノ町、宮洲町、久保町、滝ノ町横丁の各一部[5]）、栄町、宮前町、幸ケ谷、桐畑、反町、広台太田町、旭ケ丘、栗田谷、松本町、松ケ丘、泉町、上反町、高島台、台町、南幸町、北幸町、鶴屋町、楠町、宮ケ谷、南軽井沢、北軽井沢、沢渡、三ツ沢東町、三ツ沢下町、三ツ沢南町、三ツ沢中町、三ツ沢西町、三ツ沢上町、高島通の各町へ編入し、廃止[10]。
- 1978年（昭和53年）2月5日 - 土地区画整理事業に伴い、かつて青木町だった宮前町の全域、青木通、幸ケ谷、栄町の各一部を編入し、読みは「あおきちょう」として再設置[11]。

## 世帯数と人口
2025年（令和7年）6月30日現在（横浜市発表）の世帯数と人口は以下の通りである。
| 町丁   | 世帯数    | 人口    |
| ------ | --------- | ------- |
| 青木町 | 1,198世帯 | 1,810人 |

### 人口の変遷
国勢調査による人口の推移。
| 年                 | 人口  |
| ------------------ | ----- |
| 1995年（平成7年）  | 932   |
| 2000年（平成12年） | 1,035 |
| 2005年（平成17年） | 1,098 |
| 2010年（平成22年） | 1,286 |
| 2015年（平成27年） | 1,485 |
| 2020年（令和2年）  | 1,760 |

### 世帯数の変遷
国勢調査による世帯数の推移。
| 年                 | 世帯数 |
| ------------------ | ------ |
| 1995年（平成7年）  | 478    |
| 2000年（平成12年） | 545    |
| 2005年（平成17年） | 657    |
| 2010年（平成22年） | 832    |
| 2015年（平成27年） | 976    |
| 2020年（令和2年）  | 1,182  |

## 学区
市立小・中学校に通う場合、学区は以下の通りとなる（2024年11月時点）。
| 番地 | 小学校               | 中学校               |
| ---- | -------------------- | -------------------- |
| 全域 | 横浜市立幸ケ谷小学校 | 横浜市立栗田谷中学校 |

## 事業所
2021年（令和3年）現在の経済センサス調査による事業所数と従業員数は以下の通りである。
| 町丁   | 事業所数 | 従業員数 |
| ------ | -------- | -------- |
| 青木町 | 81事業所 | 518人    |

### 事業者数の変遷
経済センサスによる事業所数の推移。
| 年                 | 事業者数 |
| ------------------ | -------- |
| 2016年（平成28年） | 82       |
| 2021年（令和3年）  | 81       |

### 従業員数の変遷
経済センサスによる従業員数の推移。
| 年                 | 従業員数 |
| ------------------ | -------- |
| 2016年（平成28年） | 530      |
| 2021年（令和3年）  | 518      |

## 交通

### 鉄道
- 京浜急行電鉄本線
  - 神奈川駅

## 施設
- 神奈川宮前郵便局

## 出身・ゆかりのある人物
- 村野常右衛門（衆議院議員、貴族院議員、神奈川県会議員）

## その他

### 日本郵便
- 郵便番号 : 221-0057[3]（集配局：神奈川郵便局[21]）

### 警察
町内の警察の管轄区域は以下の通りである。
| 番地 | 警察署       | 交番・駐在所     |
| ---- | ------------ | ---------------- |
| 全域 | 神奈川警察署 | ポートサイド交番 |